# Euchromia leonis
Euchromia leonis là một loài bướm đêm thuộc phân họ Arctiinae, họ Erebidae.